# (14814) Гурий
(14814) Гурий (лат. Gurij) — типичный астероид главного пояса, открыт 7 сентября 1981 года советским астрономом Людмилой Карачкиной в Крымской астрофизической обсерватории и 4 августа 2001 года назван в честь советского и российского физико-химика Гурия Петровского.

## Обнаружение и именование
(14814) Гурий
Открыт 7 сентября 1981 года в Крымской астрофизической обсерватории Л. Г. Карачкиной.
Гурий Тимофеевич Петровский (р. 1931) — директор Государственного оптического института имени Вавилова и президент Международного оптического общества имени Рождественского, лидером в области изучения физики, химии и технологии оптических материалов. Является автором новаторских работ в области волоконной оптики и космических технологий.
Оригинальный текст (англ.)14814 Gurij
Discovered 1981 Sept. 7 by L. G. Karachkina at the Crimean Astrophysical Observatory.
Gurij Timofeevich Petrovsky (b. 1931), director of the Vavilov State Optical Institute and president of the Rozhdestvensky International Optical Society, is a leader in the study of the physics, chemistry and technology of optical materials. He is the author of pioneering works in fiber optics and cosmic technologies.
Источники: 20010804/MPCPages.arc; M.P.C. 43192.

## Орбита

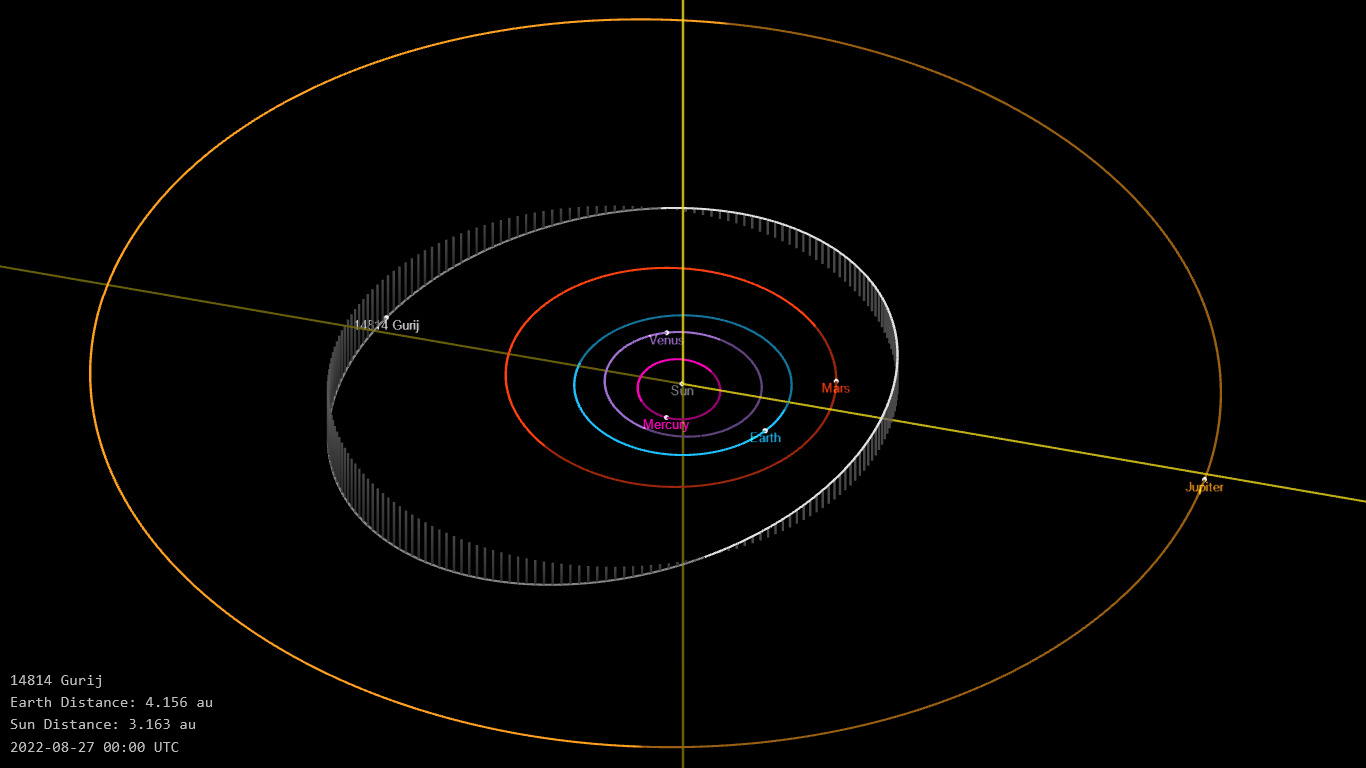
Орбита астероида Гурий и его положение в Солнечной системе

## Физические характеристики
Астероид относится к таксономическому классу C.
По результатам наблюдений в видимом и ближнем инфракрасном диапазоне космического телескопа NEOWISE диаметр астероида оценивался равным 8,315±0,191 км, 6,130±1,700 км, 5,77±1,39 км и 5,35±1,34 км. Согласно тем же источникам альбедо оценивается как 0,0772±0,0079, 0,1180±0,1169, 0,077±0,008, 0,133±0,075 и 0,095±0,056.